# João Claro
Frei João Claro (também chamado Frei João de Paris), monge cisterciense, professo no mosteiro de Alcobaça, foi abade do mosteiro de São João de Tarouca e prior e abade eleito do mosteiro de Alcobaça. Formado em Teologia pela Universidade de Paris (1500), foi nomeado em 1503, por D. Manuel I, lente da cátedra de Véspera de Teologia na Universidade de Lisboa, passando em 1517 a exercer a regência da cadeira de Prima daquela disciplina.